# Телеко
Уриэл Фернандес (порт.-браз. Uriel Fernandes, 12 ноября 1913, Куритиба штат Парана — 22 декабря 2003, Озаску, Сан-Паулу), более известный под именем Телеко (порт.-браз. Teleco) — Бразильский футболист, игравший на позиции нападающего. Один из лучших форвардов бразильского футбола 1930-х — 1940-х, средняя результативность которого составляла 1,02 мяча за игру (показатель взят учитывая только игры за «Коринтианс»), что на одну сотую выше, чем у знаменитого Пеле.

## Биография
Телеко родился в Куритибе. Там же он начал играть в футбол. Футбольное прозвище Телеко он получил от своей бабушки, которая с детства так называла своего внука, при этом сам футболист не знал, почему бабушка так его прозвала. Свою карьеру Уриэл начал в местном клубе «Британия». Тогда же он начал вызываться в состав сборной штата Парана. В одном из этих матчей команда встречалась со сборной Сан-Паулу, где футболист сделал хет-трик. В 1934 году он перешёл в клуб «Коринтианс», где дебютировал 16 декабря, выйдя на замену в матче с «Васко да Гамой», где его команда проиграла 0:5. В том же году, в последнем матче сезона с клубом «Португеза Сантиста», Фернандес забил первый и второй свои голы за «Коринтианс», а его команда победила 4:1. Уже на второй год Телеко стал лучшим бомбардиром чемпионата штата Сан-Паулу, этот же успех он повторил ещё два раза подряд. В финале чемпионата 1937 года с клубом «Палестра Италия» нападающий вышел на поле с травмированной рукой, привязанной к телу и причинявшей ощутимую боль при движении, забил победный мяч. После его замены, он ушёл с поля и упал в обморок. Футболист выиграл этот трофей ещё 3 раза, а также ещё дважды стал лучшим бомбардиром первенства. Всего за «Коринтианс» Телеко забил 251 гол в 246 встречах. В марте 1944 года он провёл последний официальный матч за клуб, против «Ипиранги» (4:3), а прощальный матч форвард сыграл с командой «Сан-Бенто» (5:1 в пользу «Тимао», Телеко забил один гол). Последними клубами Фернандеса стали «Сантос», «Жувентус», «XV ноября» (Жау) и «Риу-Клару».
После окончания карьеры он с 1967 по 1991 год работал служащим музея трофеев «Коринтианса». В 2003 году на 91-м году жизни Телеко скончался. В честь него на домашнем стадионе «Коринтианса» Парк Сан-Жорже был установлен его бюст.

## Достижения

### Командные
- Чемпион штата Сан-Паулу (4): 1937, 1938, 1939, 1941

### Личные
- Лучший бомбардир чемпионата штата Сан-Паулу (5): 1935 LPF (9 голов), 1936 LPF (28 голов), 1937 LPF (15 голов), 1939 LFESP (32 гола), 1941 (26 голов)